# Jolanta Kupis
Jolanta Kupis (ur. 30 stycznia 1959) – polska pływaczka, rekordzistka Polski w latach siedemdziesiątych XX wieku.

## Życiorys
Absolwentka IV Liceum Ogólnokształcącego w Tarnowie (1978) w klasie IVe o profilu podstawowym (wychowawca: mgr Krystyna Radwan).

### Kariera sportowa
Reprezentantka Unii Tarnów, wychowanka trenera Andrzeja Kiełbusiewicza, specjalistka w stylach: dowolnym i zmiennym.
16-krotna rekordzistka kraju, w obydwu uprawianych stylach pływania, w latach 1974–1976. Udział w Mistrzostwach Europy w 1974 w Wiedniu. W mistrzostwach kraju wygrywała złote medale 20 razy, a łącznie 41 medali.
W 1977 jako pierwsza polska pływaczka na dystansie 100 m uzyskała czas poniżej 1 minuty (59,9 s).